# Жодинь
Жодинь (пол. Żodyń) — село в Польщі, у гміні Седлець Вольштинського повіту Великопольського воєводства.
Населення — 664 особи (2011).
У 1975-1998 роках село належало до Зеленоґурського воєводства.

## Демографія
Демографічна структура станом на 31 березня 2011 року:
|          | Загалом | Допрацездатний вік | Працездатний вік | Постпрацездатний вік |
| -------- | ------- | ------------------ | ---------------- | -------------------- |
| Чоловіки | 340     | 86                 | 225              | 29                   |
| Жінки    | 324     | 80                 | 197              | 47                   |
| Разом    | 664     | 166                | 422              | 76                   |